# Harburger Deichverband

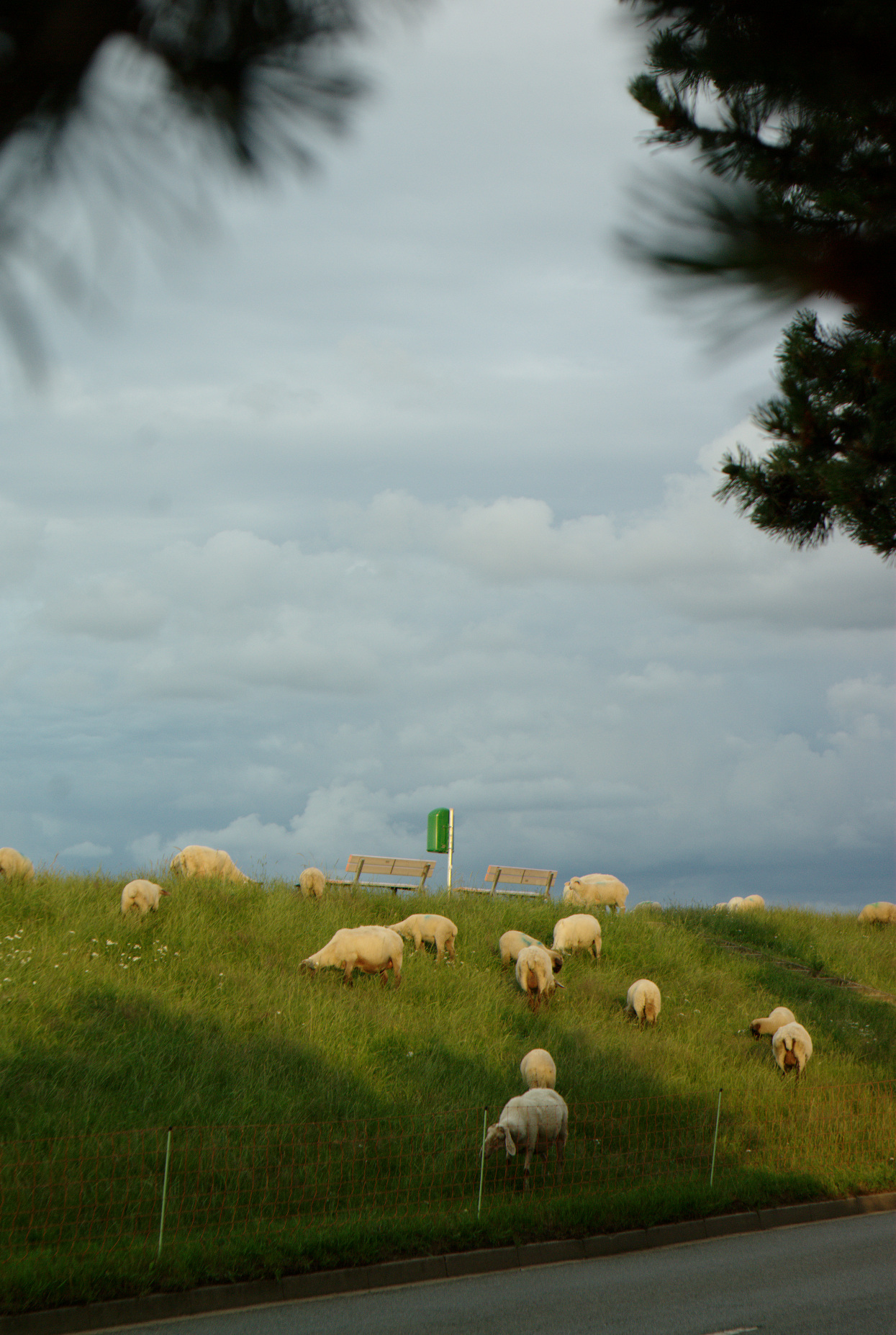
Elbedeich in Seevetal-Over.

Der Harburger Deichverband ist ein Deichverband mit Sitz in Seevetal-Over.

## Verbandsgebiet
Der Harburger Deichverband ist für einen Teil der Gemeinde Seevetal südlich von Hamburg zuständig. Es umfasst alle im Schutz des Elbedeichs gelegenen Grundstücke bis zu einer Höhe von NN +7,50 m inklusive der innerhalb dieses Gebietes liegenden höheren Bodenerhebungen.
Die Hauptdeichlinie im Zuständigkeitsbereich des Deichverbandes ist sechs Kilometer lang. Sie erstreckt sich am linken Elbeufer vom Generalplankilometer 583,9 an der Landesgrenze zu Hamburg bis zum Generalplankilometer 589,9 am Seevesiel an der Gemeindegrenze zwischen Seevetal und der Stadt Winsen (Luhe).
Das Verbandsgebiet des Harburger Deichverbandes grenzt im Südosten an das Verbandsgebiet des Deich- und Wasserverbandes Vogtei Neuland.

## Aufgaben
Der Deichverband hat die Aufgabe, Grundstücke im Verbandsgebiet vor Sturmfluten zu schützen. Dazu unterhält er die im Verbandsgebiet liegenden Deiche.

## Verbandsstruktur
Der Verband wird von einem Ausschuss vertreten, der von den Verbandsmitgliedern gewählt wird. Der Ausschuss wählt seinerseits einen Vorstand, dessen Vorsitzender als Deichhauptmann bezeichnet wird.
Mitglieder des Verbandes sind alle Grundeigentümer und Erbbauberechtigten der im Verbandsgebiet gelegenen Grundstücke.